# Söding
Söding var en kommun i distriktet Voitsberg i förbundslandet Steiermark i Österrike. Den 1 januari 2015 blev den en del av den nybildade kommunen Söding-Sankt Johann.
Kommunen bestod av tre orter (Ortschaften) (inom parentes invånarantal 1 januari 2024):
- Großsöding (699)
- Kleinsöding (1 178)
- Pichling bei Mooskirchen (577)